# عزيز قادر الصمانجي
عزيز قادر الصمانجي هو عسكري متقاعد برتبة فريق ركن وكاتب عراقي، من مواليد عام 1930 بمدينة كركوك.

## حياته
عزيز قادر الصمانجي عسكري متقاعد برتبة فريق ركن، اكمل دراسته الجامعية في الكلية العسكرية الملكية ببغداد وتخرج منها عام 1957م حاملاً رتبة ملازم ثان. وقُبل بكلية الأركان عام 1964م واوفد للدراسة العسكرية العليا في كلية اركان الحرب المصرية بالقاهرة وتخرج منها حاصلا على شهادة الماجستير في العلوم العسكرية المعادلة من جامعة القاهرة، ثم أكمل دراسته في كلية القانون والسياسة في جامعة المستنصرية اثناء خدمته العسكرية وتخرج منها حائزاً على شهادة بكلوريوس في القانون والسياسة عام 1974م. ثم مارس مهنة المحاماة بعد إحالته على التقاعد عام 1976م لغاية عام 1989م، وخدم لاحقا في الجيش العراقي حتى عام 1976م، وتسلم خلالها عدة مناصب قيادية فقد كان آمر لواء، وأكاديميا كان أستاذ في كلية الاركان وآمر جناح التدريس في الكلية العسكرية. شارك في حرب 5 حزيران عام 1967م، وفي حرب تشرين الأول (أكتوبر) عام 1973م؛ أُحيل على التقاعد برتبة ادنى عام 1976م لعدم الولاء لحزب البعث. جرى اعتقاله من قبل المخابرات العراقية في حزيران عام 1980م بتهمة الانتماء إلى حزب سري تركماني وافرج عنه لعدم كفاية الأدلة في شباط عام 1981م. بعدها غادر العراق عام 1991م وحصل على حق اللجوء السياسي في بريطانيا عام 1992م، ويقيم فيها مع عائلته لغاية الآن. بالإضافة أنه أسس الحركة التركمانية الديمقراطية وعمل ضمن المعارضة العراقية حتى عام 2003م، وبعد هذا التاريخ جمدت الحركة نشاطها.
أصدر مجموعة كبيرة من الكتب كما له الكثير من المقالات المنشورة في الصحف والمجلات في المجال العسكري والاستراتيجي والفكري والسياسي.

## مؤلفاته
- «التاريخ السياسي لتركمان العراق» عن دار الساقي، صدر في الأول من يناير عام 1999م باللغة العربية في 288 صفحة، (ردمك 9781855165922).[4][5][6]

- «قطار المعارضة العراقية؛ من بيروت 1991 إلى بغداد 2003» عن دار الحكمة، صدر بتاريخ السابع والعشرين من أبريل عام 2009م، باللغة العربية في 688 صفحة، (ردمك 9781904923572).[7][8][9]

- «نزلاء الفندق العتيق: أحداث مأساوية دارت فصولها في معتقل المخابرات العراقية» صدر باللغة العربية في 135 صفحة.[10]

و كتب عزيز مجموعة من المقالات منها:
- ملاحظات حول مشروع مصالحة كردية تركمانية في العراق.
- نموذج بروكسيل هو الحل الأمثل لمشكلة كركوك.
- الهوية العراقية بين القومية والطائفية.
- الانتهازية والانتهازيون في السياسة العراقية.
- معالم الاستراتيجية التركية في التصدي على الإرهاب.
- قرار تقسيم العراق حلقة في سلسلة من التجارب الفاشلة.
- المحاصصة الطائفية صناعة أمريكية أم عراقية؟.
- تصورات متباينة لصيغة الفيدرالية وتكسيرها.[11]